# Sergueï Kouchniriouk
Sergueï Georgievitch Kouchniriouk ou 	Serhiy Heorhiyovych Kushniriuk (ukrainien : Сергі́й Гео́ргійович Кушнірю́к), né le 15 mars 1956 à Vitilevka (RSS d'Ukraine), est un joueur et  entraîneur de handball soviétique puis ukrainien.

## Carrière
Sergueï Kouchniriouk évolue en club au CSKA Moscou puis au ZII Zaporojié. Il est sélectionné en équipe d'Union soviétique masculine de handball avec laquelle il compte 249 matchs et 294 buts.
Il a entraîné de 2002 à 2008 la sélection ukrainienne masculin de handball.

## Palmarès

### Titres en club
- Vainqueur de la Coupe de l'EHF (C3) en 1983 avec le ZII Zaporojié [1]
- Vainqueur du Championnat d'URSS en 1970 et 1980 avec le CSKA Moscou

### Titres en sélection
Compétitions majeures,
- Médaille d'or aux Jeux olympiques de 1976 à Montréal
- Médaille d'argent au Championnat du monde 1978
- Médaille d'argent aux Jeux olympiques de 1980 à Moscou
- Médaille d'or au Championnat du monde 1982

Autres
- Médaille d'or au Championnat du monde junior en 1977
- vainqueur de la Supercoupe des nations en 1981 et 1985
- vainqueur de la Coupe du monde des nations en 1984